# Felipe Nájera
Felipe Nájera  (Namiquipa, Chihuahua, Mexikó, 1966. február 7. –) mexikói színész és rendező.

## Élete
Felipe Nájera 1966. február 7-én született Namiquipában. Karrierjét 1995-ben kezdte. 2000-ben a Ramona című sorozatban. 2009-ben a Verano de amorban játszott. 2012-ben Marco Cervantes szerepét játszotta a Könnyek királynője című telenovellában.

## Filmográfia

### Telenovellák
- Mentir para vivir (2013) .... Padre Mariano Curiel
- Könnyek királynője (Corona de lágrimas) (2012) .... Marco Cervantes
- Dos hogares (2011-2012) .... Guillermo
- Teresa (2010) .... Hugo
- Verano de amor (2009) .... Federico Carrasco
- Lola, érase una vez (2007) .... Severo
- Szerelempárlat (Destilando amor) (2007) .... Carlos
- Código postal (2006) .... Bíró
- Lety, a csúnya lány (La fea más bella) (2006) .... Tervező
- Rebelde (2004-2006) .... Pascual Gandía
- Amarte es mi pecado (2004) .... Felipe Fernández Del Ara
- Clase 406 (2002-2003) .... Dionisio Niño Infante
- Első szerelem (Primer amor... a mil por hora) (2000-2001) .... Valente Montijo
- Ramona (2000) .... Fernando Coronado
- Gente bien (1997)
- Retrato de familia (1995)

### Sorozatok
- RBD: La familia (2007)
- Desde Gayola (2005)
- Mujer, casos de la vida real (2000-2006)

## Rendezőként
- Amorcito corazón (2011)
- Camaleones (2009)
- Candy (Las tontas no van al cielo) (2008)
- Rebelde (2004-2006)
- Mujer, casos de la vida real (2000-2002)
- Ramona (2000)